# Exit 13
Exit 13 è il dodicesimo album discografico in studio del cantante hip hop statunitense LL Cool J, pubblicato nel 2008.

## Tracce
1. It's Time for War – 5:06
2. Old School New School – 3:41
3. Feel My Heart Beat (feat. 50 Cent & Precious Paris) – 3:21
4. Get Over Here (feat. Nicolette, Jiz, Lyrikal & Ticky Diamondz) – 5:49
5. Baby (feat. The-Dream) – 4:01
6. You Better Watch Me – 4:20
7. Cry – 4:15
8. Baby (Rock Remix) (feat. Richie Sambora of Bon Jovi) – 3:08 – Suits & Ray Burghardt
9. Rocking with the G.O.A.T. – 3:43
10. This Is Ring Tone Murder (feat. Grandmaster Caz) – 2:52
11. Like a Radio (feat. Ryan Leslie) – 3:34
12. I Fall in Love (feat. Élan of The D.E.Y.) – 3:57
13. Ur Only a Customer – 2:18
14. Mr. President (feat. Wyclef Jean) – 4:35
15. American Girl – 4:26
16. Speedin' on da Highway/Exit 13 (feat. Funkmaster Flex) – 4:49
17. Come and Party with Me (feat. Fat Joe & Sheek Louch of The L.O.X.) – 4:37
18. We Rollin' – 3:03
19. Dear Hip Hop (feat. DJ Scratch) – 4:28

## Classifiche
- Billboard 200 - #9[1]